# Nicola (pomme de terre)
La Nicola est une variété de pomme de terre de consommation à chair jaune et à peau blanc-jaunâtre originaire d'Allemagne et cultivée principalement en Europe et dans le bassin méditerranéen.
Cette variété est inscrite dans le catalogue officiel de huit pays européens : Allemagne, Autriche, Espagne, Finlande, France, Luxembourg, Pays-Bas et République tchèque.
En 2016, cette variété a été élue « Kartoffel des Jahres » (pomme de terre de l'année) en Allemagne.

## Caractéristiques

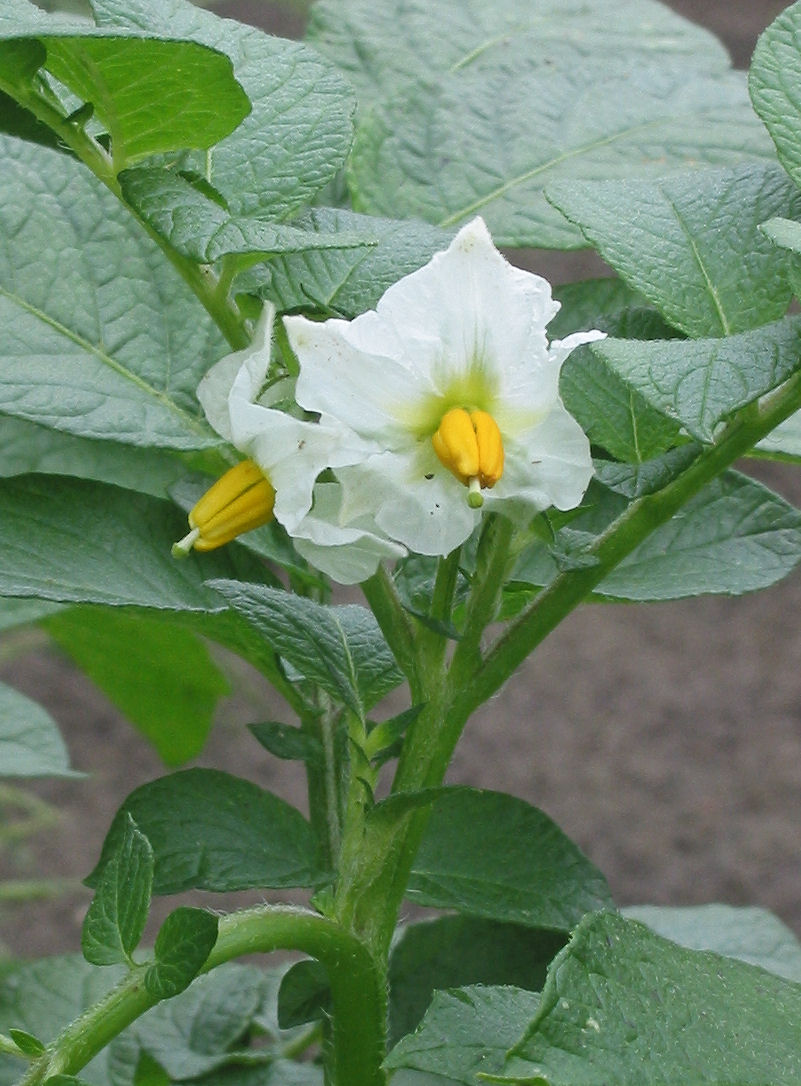
Fleurs de la variété 'Nicola'.

Le tubercule, de forme oblongue à longue, de taille moyenne, se caractérise par sa chair jaune soutenu, sa peau lisse, jaune clair, aux yeux superficiels.
Sa teneur assez faible en matière sèche (de 13 à 15 %) la fait entrer dans la catégorie des pommes de terre à chair ferme, plus particulièrement aptes à la préparation en salade. Elle présente un taux élevé de sucres réducteurs, ce qui risque d'entraîner une forte coloration en cas de friture.
La plante est résistante à la galle verruqueuse et aux nématodes (pathotype Ro1), faiblement sensible à la gale commune et au virus Y, moyennement sensible au mildiou, mais très sensible au virus de l'enroulement.
C'est peut-être la plus ferme de toutes les pommes de terre. Cette variété convient à tous les plats mijotés comme les pot-au-feu. Taillée en très fines tranches (frite ou en chips), sa chair reste croustillante.

## Origine génétique
La pomme de terre 'Nicola' a été obtenue en 1973 par l'obtenteur allemand, Saatzucht Soltau-Bergen  à Soltau, par le croisement de la variété 'Clivia', elle-même issue d'un croisement de géniteurs indéterminés, avec une souche sauvage, 6430/1011'.
'Nicola' a servi de géniteur pour de nombreuses obtention de variétés nouvelles en Allemagne, Autriche, France, Israël, notamment. En sont issues en particulier les variétés françaises 'Coralie' et 'Juliette' (Germicopa, 1997) et 'Franceline' (Comité Nord, 1993)..